# 플루오린화 수소산 화상
플루오린화 수소산 화상(영어: hydrofluoric acid burn) 또는 불화 수소산 화상(弗化 水素酸 火傷)은 플루오린화 수소산으로 인한 화학 화상이다. 플루오린화 수소산이 피부에 닿으면 심각한 통증, 부기, 발적 및 피부 파괴가 일어난다. 플루오린화 수소산 연기를 흡입하면 상기도에 부종과 출혈이 일어날 수 있다. 합병증으로는 전해질, 심장, 폐, 콩팥 및 신경학적 문제가 포함될 수 있으며 심각하면 폐혈증으로 사망할 가능성이 높아진다.

## 같이 보기
- 플루오린화 수소산
- 화학 화상